# Maud FitzRobert
Maud FitzRobert, auch Matilda genannt (* um 1120; † 29. Juli 1189) war eine anglonormannische Adlige und durch ihre Heirat mit Ranulph de Gernon, 2. Earl of Chester eine Countess of Chester.

## Leben
Maud war eine Tochter von Robert, 1. Earl of Gloucester, einem illegitimen Sohn König Heinrichs I. von England, und der Mabel FitzRobert, einer Tochter von Robert Fitzhamon, Lord of Gloucester. Der genauere Zeitpunkt von Mauds Geburt ist unbekannt. Zu ihren Geschwistern gehörten u. a. William FitzRobert, 2. Earl of Gloucester und Roger, Bischof von Worcester. Vor 1135 vermählte sie sich mit Ranulph de Gernon, 2. Earl of Chester. Von nun an durfte sie den Höflichkeitstitel einer Countess of Chester führen. Aus ihrer Ehe, die eine Allianz zwischen zwei der im damaligen England mächtigsten Grafenhäuser begründete, ging mindestens ein Kind, Hugh de Kevelioc, 3. Earl of Chester (1147–1181), hervor.
Während ihr Gatte im Dezember 1140 Lincoln Castle belagerte, besuchte Maud die Frau des Burgvogts. Unter dem Vorwand, dass er für Geleitschutz für seine Gemahlin zwecks ihrer sicheren Rückkehr in sein Lager sorgen wolle, drang Earl Ranulph in die Burg ein und eroberte sie. Daraufhin zog der englische König Stephan gegen Lincoln Castle. Ranulph verließ die Burg und bemühte sich, Militärhilfe gegen Stephan zu erhalten. Es ist unklar, ob die von ihrem Gatten in Lincoln Castle zurückgelassene Maud die Burg gegen die königlichen Belagerungstruppen behaupten konnte oder in Gefangenschaft geriet. Jedenfalls kam Mauds Vater, der sich um die Sicherheit seiner Tochter sorgte, Ranulph zu Hilfe und besiegte Stephan am 2. Februar 1141 in der Schlacht von Lincoln. Der König wurde während dieser militärischen Auseinandersetzung gefangen genommen.
Als Mitgift erhielt Maud unter anderem zwischen 1141 und 1145 Ländereien bei Campden in Gloucestershire, wodurch die Position ihres Gemahls im Süden seines Territoriums gestärkt wurde. Bisweilen war sie an Verwaltungsakten ihres Gatten beteiligt. So beglaubigte sie 1147/48 seine Urkunde, in der er den Mönchen von Lenton in Nottinghamshire eine Zuwendung machte. Sie förderte auch selbst die Klöster, indem sie etwa zur Zeit ihrer Heirat mit Ranulph der Belvoir Priory in Leicestershire Landgüter schenkte und in den frühen 1150er Jahren die Repton Priory in Derbyshire neu gründete. Im Dezember 1153 wurde Maud Witwe und ging keine zweite Ehe mehr ein. Nach einem unbewiesenen Gerücht soll sie mit Hilfe von William Perverell von Nottingham ihren Gatten vergiftet haben. Während der Minderjährigkeit ihres Sohns Hugh führte sie für ihn die Vormundschaft. Sie verfügte über ein Wittum, das Ländereien in der Grafschaft Chester beinhaltete. Auch zeigte sie sich weiterhin als Patronin der Gotteshäuser und machte vor allem der von ihr besonders geschätzten Repton Priory Schenkungen. Für 1185 wird in einer Quelle berichtet, dass sie bei Waddington in Lincolnshire gelegene Güter im Wert von 400 Pfund besaß. Sie starb am 29. Juli 1189 im Alter von wohl etwa 70 Jahren.